# Ex-Cinema Capitol
L'edificio dell'ex-Cinema Capitol si trova in via dei Castellani a Firenze, adiacente alla loggia del Grano e davanti all'uscita degli Uffizi.

## Storia

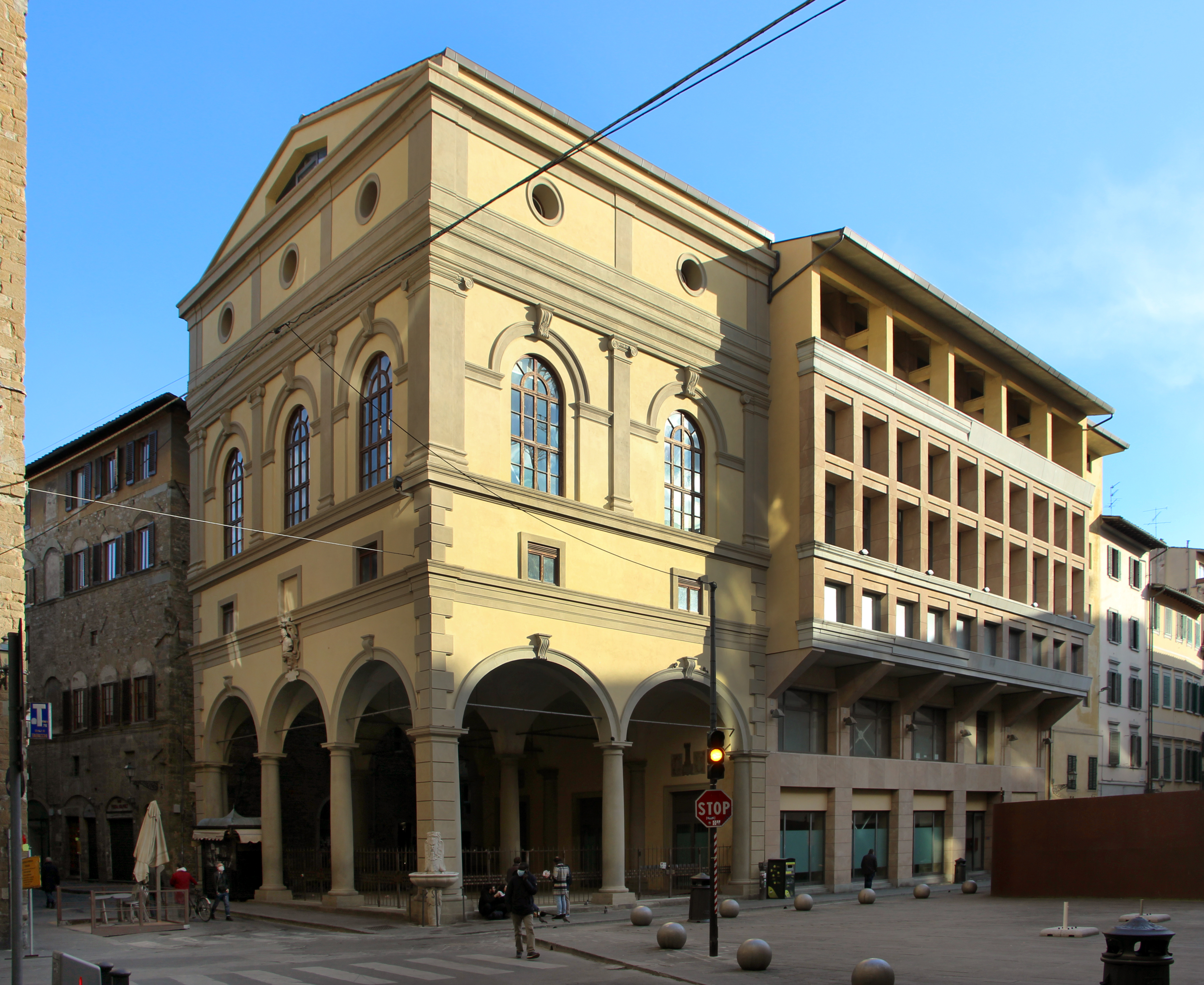
Loggia del Grano ed ex-cinema Capitol

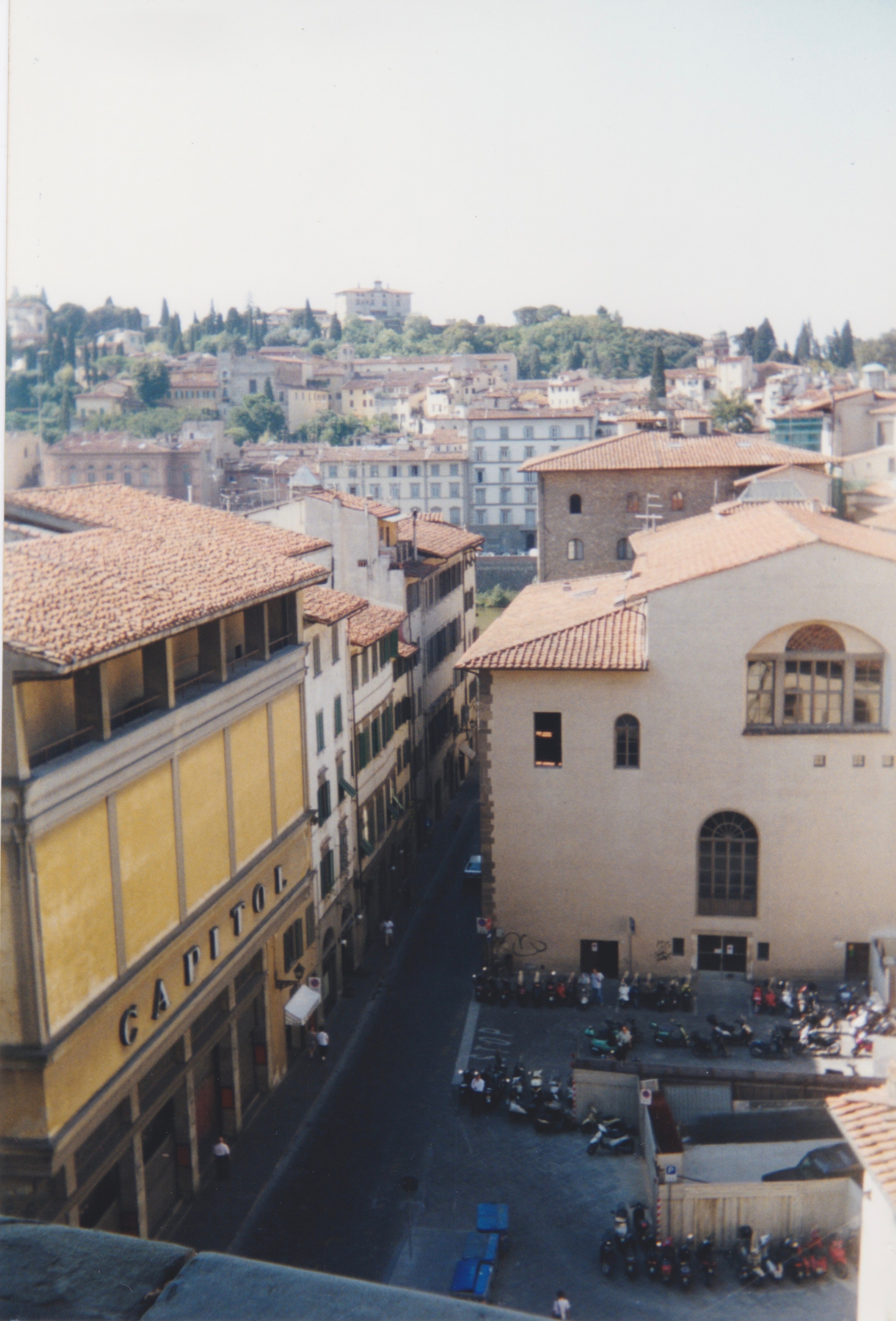
Veduta del Cinema Capitol (a sinistra) nel 1999

Il primitivo impianto era costituito dal teatro delle Logge, realizzato nel 1868 su progetto dell'architetto friulano Andrea Scala ad ampliamento e sopraelevazione della seicentesca loggia del Grano. Fu acquistato dall'attore Tommaso Salvini da cui prese il nome, seguirono numerose altre trasformazioni negli anni successivi. Nel 1910 il teatro divenne caffè concerto e cambiò nome in Folies Bergère e nel 1935 divenne cinema di varietà (cinema Imperiale), forte di una platea di 1200 posti.
Nel 1953 l'architetto Nello Baroni insieme a Maurizio Tempestini ricevette, grazie alla sua riconosciuta esperienza nella progettazione di sale da spettacolo (si ricordano il Rex nel 1936-37 ed il cinema Stadio nel 1949-50), l'incarico di ristrutturare il complesso, divenuto ormai insufficiente ed inadeguato alle nuove esigenze funzionali e normative: sin dall'inizio vennero particolarmente studiati il riutilizzo del precedente palcoscenico, posto ad una quota decisamente elevata rispetto al piano stradale, i collegamenti verticali, essendo l'edificio sviluppato su quattro livelli, e le uscite, principali e di sicurezza. Il progetto esecutivo è definito nel 1954, momento in cui ebbero inizio i lavori: il cinema viene finalmente inaugurato il 23 maggio del 1957. Lo si voleva intitolare nei progetti a Edison, ma fu poi chiamato Capitol.
I locali ottocenteschi sovrastanti la loggia furono quindi adattati a uffici e direzione, e l'accesso al cinema era garantito sia dalla loggia sia da via de' Castellani a una grande sala di distribuzione, collegata alla sala provvista di una galleria organizzata su un ampio solaio a sbalzo. Particolare attenzione era stata posta agli elementi di arredo, a partire dalle lumiere esterne disegnate dall'architetto Italo Gamberini e dagli interventi negli spazi interni sotto forma di pannelli ceramici, vetrate dipinte e altro realizzate da Rodolfo Margheri, Guido Gambone e Marcello Fantoni. Nel 1965 furono operate alcune modifiche interne su progetto di Italo Gamberini.
Dopo circa trent'anni di attività e dieci anni di completo abbandono l'edificio fu acquisito da una società del Gruppo Benetton per essere trasformato (cantiere aperto nel 2000) nella struttura attuale, un centro commerciale e polifunzionale, fortunatamente dopo essere stato ampiamente documentato dalla Fondazione Michelucci nell'ambito del progetto Architetture del 900 in Toscana.
Gli spazi interni vennero sistemati a bar e ristorante su progetto dell'architetto Carlo Carbone (2003-2004), tuttavia ben presto trasformati per adibire gli ambienti ad altre attività. Dopo anni di abbandono, dal dicembre 2022 hanno preso qui sede i grandi magazzini Coin, già situati presso l'ex-Bazar Bonaiuti in via de' Calzaiuoli.

## Descrizione
Il cinema è situato nel centro storico di Firenze in un'area adiacente al complesso monumentale di piazza della Signoria, della quale si traguardano i retri degli Uffizi e di Palazzo Vecchio. Esso costituisce la testa di un isolato rettangolare di limitata profondità - compreso tra via dei Castellani a ovest, via dei Neri a nord, vicolo del Castello d'Altafronte ad est e piazza dei Giudici a sud - ed insiste in parte sui locali ottocenteschi sovrastanti la loggia del grano del Parigi, edificio dal quale il Baroni ha ricavato alcuni elementi lessicali connotanti il moderno ampliamento. Il tessuto edilizio adiacente, ad eccezione della presenza monumentale della loggia, risulta omogeneo ed è caratterizzato da una serie di case a schiera dal fronte più o meno ampio, sviluppate su 4 o 5 piani fuori terra.
L'edificio è caratterizzato da un impianto planimetrico e volumetrico compatto, sviluppato su quattro piani fuori terra, di cui un mezzanino ed uno a doppio volume.

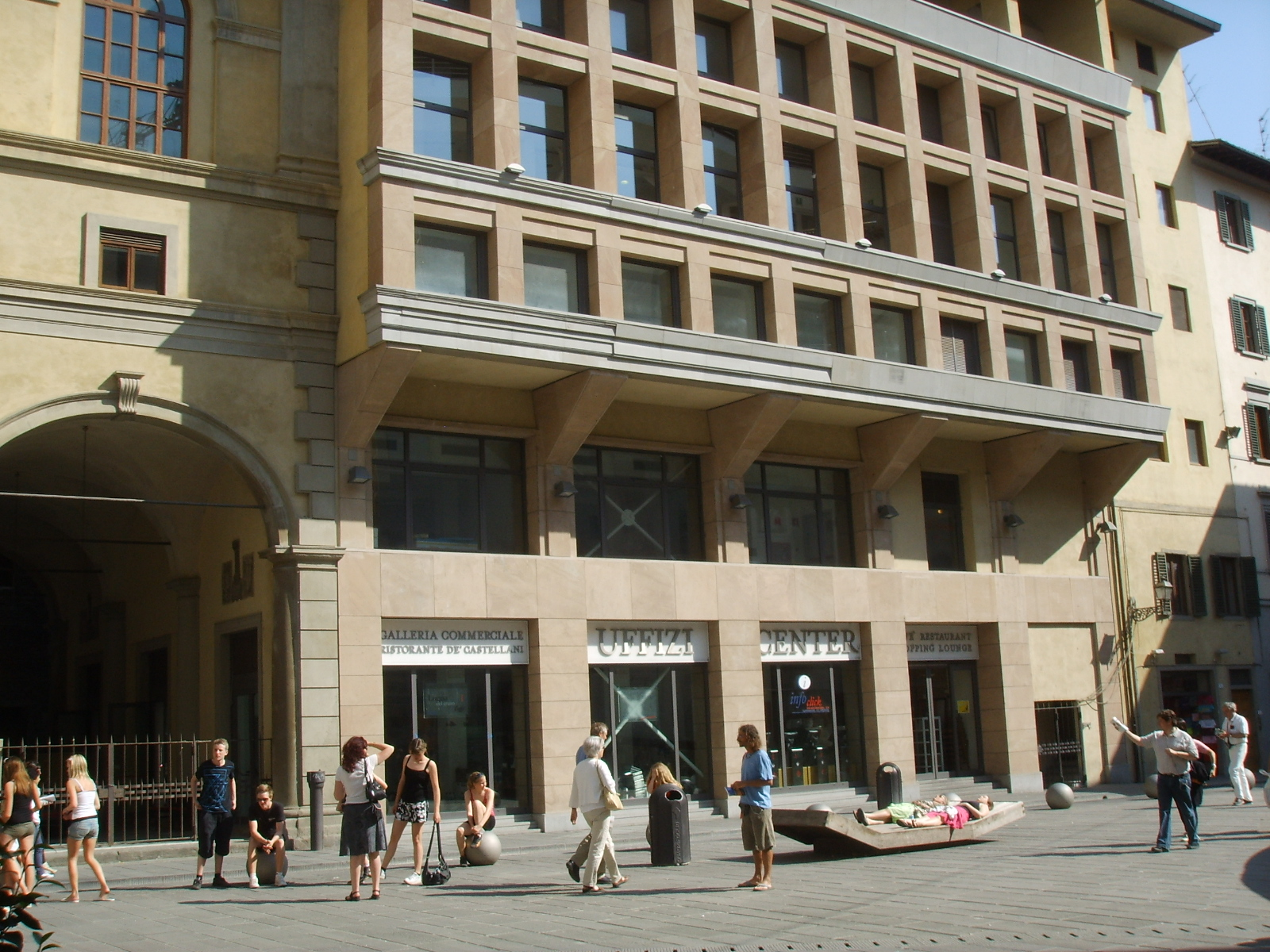
Il piano terra

Il fronte principale su via dei Castellani ripropone il tracciato regolatore, le scansioni ritmiche e la linea di gronda dell'adiacente volume ottocentesco sovrastante la loggia del grano: esso è pertanto caratterizzato orizzontalmente dalle medesime fasce marcapiano e marcadavanzale e verticalmente da una serie di pilastri con sovrastanti lesene che ripropongono, seppur con ritmo più serrato, la partizione delle paraste ioniche del nucleo ottocentesco. Al piano terra il portico architravato di accesso alla hall permette la visione dall'esterno dell'articolato gioco del corpo scala; in evidente contrasto con tale trasparenza, il volume sovrastante corrispondente alla sala cinematografica - caratterizzato da una cortina muraria priva di aperture, connotata solo dal ritmo pentapartito delle lesene, che sporge rispetto al filo sottostante in modo da formare un volume a ballatoio sorretto da mensole, evidente richiamo alla tipologia della casa fiorentina medievale su sporti. Tale aggetto viene riproposto, semplificato, sul retro, dove si aprono al piano terra le uscite di sicurezza.
L'interno è caratterizzato da una grande hall di distribuzione alla quale si accede sia dalla via dei Castellani che dalla loggia del grano: da tale spazio, in cui era collocata la biglietteria, si arriva tramite un corpo di collegamenti verticali (scale a due rampe e ascensori) alla sala, capace di 320 posti, sulla quale si proietta dinamicamente l'ampio solaio a sbalzo della galleria, soluzione questa già sperimentata dall'autore nel cinema Rex. Al di sopra della loggia del Parigi sono invece situati, completamente rinnovati dal progettista, i locali degli uffici e della direzione e, al piano superiore, un atrio di distribuzione.
All'interno della hall, in corrispondenza del corpo scale, è situato un grande pannello ceramico policromo.

## Fortuna critica
L'edificio è stato del tutto ignorato dalla critica: unico giudizio rintracciato quello del pittore Giovanni Colacicchi, espresso in occasione della (unica) mostra sull'opera di Nello Baroni (Catalogo della mostra, 1959), il quale valuta assai positivamente il contributo di rinnovamento portato dall'architetto nel panorama cittadino contemporaneo, rilevando come Baroni appartenga a quel numero abbastanza esiguo di architetti che hanno concorso a formare quel clima estetico e civile a cui si deve l'aspetto della città di Firenze nelle sue parti migliori e più moderne, liberando finalmente l'architettura fiorentina dalla retorica e dal cattivo gusto nate soprattutto al tempo della capitale.

## Bibliografia

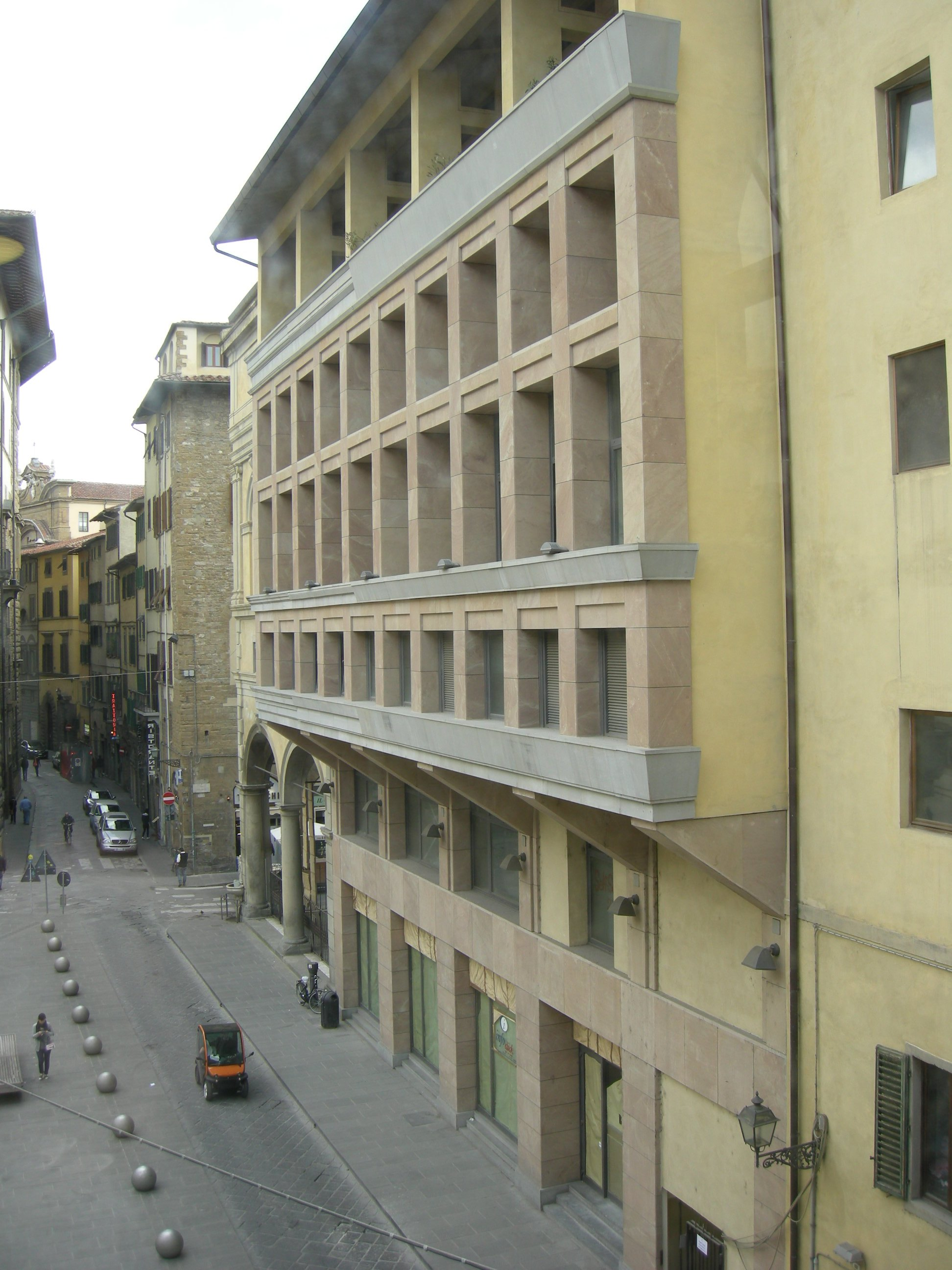
Veduta di lato